# Szent Korona Rádió
A Szent Korona Rádió egy egész nap sugárzó internetes „nemzeti radikális” rádió. Célja a magyar kultúra népszerűsítése, elsősorban magyar népdalok, magyar költők verseinek, novelláinak, írásainak segítségével. A rádió együttműködött a Magyar Jelen című újsággal, sokszor a rádió cikkei is helyet kaptak a lapban.

## Történet
2006. április 16-án a Hazafi Rádióból kilépett 13 műsorvezető megalapította a Szent Korona Rádiót. június 11-én indult el Eszter néprajzi műsora, a Lánc, Lánc, Eszterlánc. Augusztus 2-9. között a 6. Magyar Szigetről élőben tudósított a rádió, egyedüli médiumként. augusztus 11-én megszűnt a História című műsor a rádióban.
A 2006-os október 23-ai zavargások idején este a Deák téren gumilövedékkel fejbe lőtték Magit, a rádió tudósítóját. December 22-én Nagytarcsán rádiós találkozót rendezett a szerkesztőség, amelyen többek között fellépett a H-599 és a Magozott Cseresznye.
2007 áprilisában a rádió munkatársai megalapították a Szent Korona Rádió Egyesületet, amely azóta is végzi a rádió képviseletét, üzemeltetését. Április 18-án indult el a rádió új honlapja. Május 9-én indult el Budaházy György saját műsora a rádióban. A rádió egy szócsövet kívánt adni Budaházynak, hogy az országos médiából érkező támadásokra tudjon reagálni. Műsorát akkor is élőben vezette, amikor a rendőrség nagy erőkkel kereste. Május 25-én indult el a rádió vadászmagazinja, az Erdőzúgás. A műsorvezető Gribek Dániel. Június 20-án Toroczkai László volt Budaházy György vendége saját műsorában. A téma Hunnia volt.
Június 21-én a megnövekedett igények miatt a rádió új szerverre költözött. Július 1-jétől a rádió ökumenikus vallási magazinja, a Vallásóra átalakult. Azóta két műsorvezetős lett a műsor. A mikrofonnál: Géza és HeMK. A júliusban megjelent Szent Kereszt magazinban olvasható egy interjú Magival, a rádió főszerkesztőjével a rádió múltjáról, jelenéről és a tervekről. július 25-étől felfüggesztésre került az „Éjszakai műszak” műsor.
Augusztus 1-jétől 8-ig a 7. Magyar Sziget rendezvényre „költözött” a rádió, s onnan előadásokat, koncerteken közvetít élőben, egyedüli médiumként. A Magyar Szigeten hivatalos közönségtalálkozó is volt a programba iktatva, „Ilyenek élőben (bemutatkoznak a Szent Korona Rádió műsorvezetői)” címmel. Az érdeklődök szinte teljesen megtöltötték a Hamvas Béla előadótermet. Augusztus 3-án a Magyar Szigetről való sugárzás közben úgynevezett „DDoS”-támadás érte a rádió szerverét, ezért ideiglenesen elérhetetlen volt a rádió élő adása. Augusztus 17-én a túlterheltség miatt elérhetetlenné vált a rádió honlapja. Ennek oka az volt, hogy hatalmas érdeklődés fogadta a Magyar Szigeten rögzített 2200 percnyi előadást és beszélgetést, több tucat interjút és több száz képet.Augusztus 22-én felfüggesztették a rádió betelefonálós, sms-ezős műsorát, a „Csak Magival”t.
A szeptember 11-én megjelent Kárpátia havilapban „Végre egy magyar sikertörténet: Szent Korona Rádió” címmel olvasható egy dupla oldalas interjú a rádió főszerkesztőjével. Szeptember 17-én minőségjavítás történt a rádióban. 64 kbps-ről 128 kbps-ra emelte a rádió a sugárzás sávszélességét. Október 17-én Toroczkai László volt Budaházy György vendége saját műsorában. November 22-én Nemzeti Ranglista címmel indult műsor a rádióban. A kívánságműsorok legkedveltebb dalairól és előadóiról szól a műsor. A műsorvezető Magi.
2007. november 26-án új műsor indult a rádióban, Országjáró címmel. A műsor célja bemutatni a történelmi Magyarország kincseit Fiumétől a Magas-Tátráig, illetve az Őrségtől Csángóföldig! Műsorvezetők: Dobrocsi Lénárd és Szekeres Balázs. December 5-én "Karácsony előtti" nyereményjátékot hirdetett meg a rádió a Vae Victis – Vivat Victor! történelmi társasjáték és több zenész/zenekar támogatásával. A nyeremények között a Vae Victis – Vivat Victor! társasjáték, a rádió pólója és – nagyrészt – dedikált CD-k szerepeltek (Ismerős Arcok, Ossian, Kalapács, Hungarica, Dalriada, Kronos, Nagy Feri). December 18-ától a Hegylakók műsorvezetőinek összetétel megváltozott, Zagyva György Gyulán kívül „új garnitúra” érkezett.
2008. január 7-én megújult a kívánságműsor és két új műsor debütált rádióban: az egyik a Kikelet című környezet- és természetvédelmi hírmagazin a másik a „Ma is van rock" című rockzenei magazin. Január 18-án a Szent Korona Rádió főszerkesztője, Magi is meghívást kapott az Echo TV Éjjeli menedék című műsorába a Magyar Jelen, a Bombagyár és az Árpádhír Világtelevízió vezetői mellett. Február 25-én a kommunizmus áldozatainak napján emlékműsort sugárzott a rádió „100 millió halott – a kommunizmus áldozatai” címmel. Március 3-ától a rádió határozatlan ideig felfüggesztette Híradója sugárzását. Indoklásukban főleg idő- és emberhiányra hivatkoztak.
Április 9-én regisztrálta magát a rádió honlapján a 10 000 hallgató.Április 11-én ünnepelte a rádió a Nemzeti Ladik nemzeti szórakozóhely győri állomásán a 2. születésnapját, amelyen a rádió műsorvezetőinek, munkatársainak nagy része megjelent. Április 24-én költözött be a rádió az első stúdiójába Budapesten. (Erről bővebben a stúdió pont alatt olvashat.) Május 5-én ünnepelte 1 éves születésnapját a Budaházy c. műsor. Az ünnep alkalmából Budaházy György meghívta műsorába a leghűségesebb hallgatóit.
2008. május 12-én új műsor indult, Mesebeszéd címmel. A műsor hetente háromszor jelentkezik, magyar és székely népmesékkel. A mesélő Liktor Kati. Május végén a rádió közzétett egy felhívást, amelyben várta hallgatóinak segítségét, hogy egy térképen össze legyen gyűjtve a 2008-ban tartandó trianoni megemlékezések listája. Az akció sikeres volt, közel 150 megemlékezés került ki a rádió honlapjára. Május 29-én este a rádió honlapja arculatot váltott. Ezzel egyidejűleg kezdte el sugározni a rádió az új szignálját. Június 4-én a rádió egész nap Trianonnal kapcsolatos műsorokat, előadásokat és zenéket sugárzott. A Szent Korona Rádió a trianoni-békediktátum szentesítésének pillanata után 88 évvel egy percre elnémult.
Június 6-án a Szent Korona Rádió csatlakozott a HVIM már szokásos trianoni felvonulásához. A nagykövetségek közötti úton a rádió munkatársai keverték a nemzeti rockzenék legjobbjait az emlékezőknek. Június 18-án Toroczkai László volt Budaházy György vendége saját műsorában. Június 25-én Drábik János volt Budaházy György vendége saját műsorában. Július 2-án Toroczkai László és Zagyva György Gyula, a "nemzeti oldal" két kiemelkedő alakja volt Budaházy György vendége saját műsorában.
Július 5-én a rádió tudósítói több csapatra osztva figyelték a „meleg büszkeség” napjának történéseit. Turner Gábor „Hubatkát”, a Szent Korona Rádió elnök- alapítóját civil ruhás nyomozók hosszas üldözés után a földre teperték, majd előállították a VII. kerületi kapitányságon negyed kilenckor. Hubatkát hajnali három órakor engedték ki. A nap folyamán a rádió honlapját – más nemzeti radikális weblapokkal együtt – DDoS támadás érte. A legjobban a Szent Korona Rádió honlapja bírta a terhelést, hiszen két részben, alig másfél óráig volt csak elérhetetlen a lap, szemben a többi nemzeti radikális honlappal.
Július 7-én egy hallgató megajándékozta a rádió szerkesztőségét néhány gázmaszkkal, ezzel segítve az élő, hiteles tudósításokat a jövőben.

## Zenék
A rádió a magyar nemzeti érzelmet kifejező zenekarok műveit játssza. Ezeknek a daloknak a szövege a hazaszeretetről, a nemzeti fájdalomról (pl: mohácsi csata, trianoni békeszerződés, 1956-os forradalom stb.), a nemzeti büszkeségekről (pl: egri győzelem, nándorfehérvári diadal stb.) szólnak. A dalszövegek között megtalálhatóak az őstörténetről szóló alkotások is, ezek feldolgozzák többek között a magyar mondavilágot (pl.: Büszke Botond, Csodaszarvas). A nemzeti zenekarok az aktuális eseményekkel is foglalkoznak. Az őszödi beszéd nyilvánosságra kerülését követően kialakult helyzetről is születtek már dalok. Ezek többnyire az MTV 2006-os ostromáról illetve a 2006. október 23-i rendőri erőszakról szólnak.
A zenei alap általában rock, amelyet ilyen szövegvilággal együtt nemzeti rocknak neveznek (pl.: H-599, Beatrice, Romantikus Erőszak, Kárpátia, Magozott Cseresznye, Ismerős Arcok stb.). Emellett népzenéket, illetve a népzenei alapokon nyugvó zenéket is sugároz a rádió. Ide sorolható zenei stílusok pl.: a folk-rock (pl.: Kormorán, Transylmania, Szkítia stb.) a folk-metal (pl.: Dalriada).
Más zenei irányzatok is megszólalnak a rádióban: a nemzeti metal még gyermekcipőben jár, de van neves képviselője (pl.: Hungarica) illetve a nemzeti rap szintén fehér holló még a nemzeti dallamvilágban, de ide sorolható Pilu és Fankadeli munkásságából néhány felvétel.
A rádió ezeken túl sugározza még a nemzeti oldalhoz kapcsolható rockzenészek dalait is (pl: Kalapács József, Ákos) illetve az igényes magyar rockzenekarok számait is (pl.: Lord, Bikini, Pokolgép, Karthago).
A rádióban hallható még archív zenei összeállítás katonadalokból illetve revíziós felvételekből is.

## Műsorok
- Budaházy: Műsorvezető: Budaházy György
- Délvidéki szorító: Beszélgetős műsor a déli végekről
- Főhadiszállás: felkészítés liberálisok ellen. Műsorvezetők: Ádám, Tamás és Bogi
- Határőrség: Székely hazafiak műsora
- Hadak Útján: Hadtörténeti műsor
- Hegylakók: Beszélgetős műsor. Műsorvezetők: Zagyva György Gyula, Tokár Zsolt, Kürti Zoltán
- Kívánságműsor: Műsorvezetők: Gubicza Eszter, Magi, Léhi Ádám, Kincses
- Korabeli revíziós dalok órája: Revizionista dalok műsora.
- Madártávlatból: Rádiós jegyzet Székelyföldről. Műsorvezető: Balla Barna, református lelkipásztor.
- Magyar Lelátó: Sport magazin. Műsorvezető: Horváth Gergely – "Gregor"
- Napvágás: Történelmi, kulturális magazin. Műsorvezetők: dr. Varga Tibor
- Mi magunk: A vármegyések magazin műsora, kéthetente aktuális, szervezetet érintő témákról. Műsorvezető: Barcsa T. Gábor, Incze Béla
- Népzene füleinknek: Népzenei válogatás.
- Radics Béla emlékóra: Az 1970-es évek magyar rockzenéi. Műsorvezető: Rock Dodi
- Sin City: Közéleti, beszélgetős műsor, gyakran országgyűlési képviselőkkel.
- Trón és Oltár: A Szent Korona Rádió királyságpárti beszélgetős műsora
- Vallásóra: Ökumenikus vallási magazin. Szerkesztők/műsorvezetők: Noika, Zsófi, Emese, TPJJ, Hubatka, Profee
- Valamint római katolikus és református misék/istentiszteletek hanganyagai.

### Megszűnt/szüneteltetett műsorok
- Csak Magival: Betelefonálós műsor. Műsorvezető volt: Magi.
- Erdőzúgás: Vadászmagazin. Műsorvezető: Gribek Dániel
- Éjszakai műszak: Kívánságműsor éjjeli baglyoknak. Műsorvezetők voltak: Attila, TTamás, Komár, HeMK
- Hazatérés: Az 1940-esek zenéit tartalmazza. Műsorvezető volt: Herczegh
- Híradó: Műsorvezetők voltak: Gubicza Eszter, Denk Zsófia, Csarmaz Ágnes, Karagics Anna, Zitu, Kulin Júlia és Ruskó Zsófia
- História: Történelmi magazin. Műsorvezető volt: Norbi.
- Hungaricum: Ismeretterjesztő műsor. Műsorvezetők voltak: Kamrás László és Sárközi Tamás
- Kalandozó Magyarok: külhoni. Műsorvezetők: Lehel és Balázs.
- Katona Dolog: Katonai magazin. Műsorvezető volt: TTamás
- Kikelet: Természetvédelmi hírmagazin. Műsorvezető volt: Gribek Dániel
- Közéleti magazin: Közéleti magazin. Műsorvezető volt: Attila
- Lánc, Lánc, Eszterlánc: Néprajzi magazin. Műsorvezető volt: Gubicza Eszter
- Mesebeszéd: Magyar és székely népmesék. Műsorvezető volt: Liktor Kati
- Ma is van rock: Kárpát-medencei rockzenei magazin. Műsorvezető: Rock Dodi
- Nemzeti Ranglista: Műsor a legnépszerűbb együttesekről, albumokról és számokról. Műsorvezető volt: Magi
- Nyugati levél: hangosjegyzet. Műsorvezető: Per Spegulo
- Országjáró: Ismeretterjesztő műsor a Kárpát-medencéről. Műsorvezetők voltak: Dobrocsi Lénárd és Szekeres Balázs
- Polest: Politikai hírműsor: Műsorvezető volt: TTamás
- Programajánló: Koncert- és kulturális programok ajánlója. Műsorvezetők voltak: Vendetta és Erzsó
- Rocktarsoly: Rockzenei magazin. Műsorvezetők voltak: Kapitány, Hubatka, Jászmagyar
- TémáZóna: Beszélgetős műsor. Műsorvezetők voltak: Magi és Hubatka
- Vasparipák: Motoros magazin: Műsorvezető volt: Zoner

## Hírportál
A Szent Korona Rádió honlapja hírportálként is üzemel. A portál 6 rovatra (64, Trón és oltár, Puskaporos szaru, Jobboldaliság, Nagyvilág, Belpol) felosztva olvasható. Ezeken túl programajánlók is találhatók a weblapon: előadások, koncertek, kultúra témakörben. Valamint a rádió munkatársainak blogjai is olvashatóak az oldalon.

## Stúdió
A Szent Korona Rádió 2008-as legnagyobb terve egy budapesti székhelyű stúdió berendezése volt. A rádió gyűjtést hirdetett, amelyben az anyagi támogatásokon túl minden használható tárgyat (bútorokat, elektronikai termékeket) is fogadtak. A rádió egy nyugatra szakadt hallgatójának kiemelt segítségével (a Londonból küldött stúdiós felszereléseknek köszönhetően) 2008. április 24-én beköltözött és berendezte első stúdióját Budapesten.